# Toirano
Toirano – miejscowość i gmina we Włoszech, w regionie Liguria, w prowincji Savona.
Według danych na rok 2004 gminę zamieszkiwało 2089 osób, 116,1 os./km².